# Zavinování dělohy

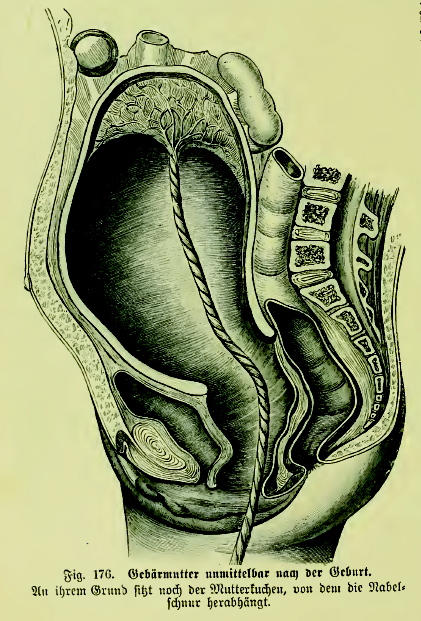
Nákres z roku 1911 nezavinuté dělohy bezprostředně po porodu s placentou uvnitř. Nezavinutá děloha vyplňuje velkou část břišní dutiny.

Zavinování dělohy je proces, během kterého se děloha přeměňuje ze zvětšeného stavu při těhotenství a porodu na stav a velikost, který byl před otěhotněním. Toto období je charakterizováno obnovením funkce vaječníků, aby se tělo připravilo na případné nové těhotenství. Jedná se o fyziologický jev nastupující po porodu, kdy se zvětšená děloha postupně zmenšuje a vrací do své původní velikosti, protože již není potřeba pro uložení plodu. Tento proces je převážně řízen hormonem oxytocinem. Za ukončení zavinování se považuje okamžik, kdy se průměr dělohy vrátí na velikost odpovídající normální velikosti a stavu během menstruačního cyklu.

## Podpora zavinování dělohy
Podpora zavinování dělohy je důležitá pro správný a rychlý návrat dělohy do původní velikosti po porodu. Tento proces přirozeně urychluje hormon oxytocin, který se uvolňuje při kojení a pomáhá dělohu stahovat. Kromě kojení je pro zavinování dělohy klíčový dostatek odpočinku a správná péče o tělo po porodu. Aktivní pohyb a lehké cvičení, jakmile to zdravotní stav dovolí, napomáhají lepšímu prokrvení a regeneraci děložní svaloviny. Naopak těžká fyzická námaha či stres mohou zavinování zpomalit. Správná hygiena a pravidelné kontroly u lékaře pak zajistí, že se děloha hojí bez komplikací. Celkově je tedy podpora zavinování dělohy kombinací hormonálních, fyzických i psychických faktorů, které spolu souvisí a ovlivňují se navzájem.